# Johann Merck (Pädagoge)
Johann Merck auch: Mercke bzw. Merckius (* 29. Juni 1577 in Rentweinsdorf; † 3. Juni 1658 in Leipzig) war ein deutscher Pädagoge. Er war – historisch einmalig – zweimal Rektor der Fürstenschule Grimma mit insgesamt mehr als 31 Dienstjahren.

## Leben
Merck war der Sohn des Pfarrers in Rentweinsdorf Johann Merck und dessen Frau Anna Oelhafen, der einzigen Tochter des aus der Gegend von Nürnberg stammenden Abraham Oelhafen. Im Sommersemester 1596 immatrikulierte er sich an der Universität Jena. Am 25. September 1604 setzte er als Magister seine Studien an der Universität Wittenberg fort. Es ist möglich, dass er sich den akademischen Grad eines Magisters der Philosophie an der Universität Leipzig erwarb, wo er als Philologe tätig wurde. Um 1608 hielt er sich in Coburg auf, wo er möglicherweise am Casimirianum wirkte. Am 12. Januar 1610 erhielt Merck eine Stelle als Konrektor an der kurfürstlich sächsischen Landesschule in Grimma, deren Leitung er am 26. Mai 1620 als Rektor übernahm. Zwei Jahre später um den 29. September 1622 übernahm er das Rektorat der Thomasschule zu Leipzig, um am 14. März 1627 abermals die Leitung der Grimmenser Bildungseinrichtung zu übernehmen. Mit den Widrigkeiten des Dreißigjährigen Krieges kämpfend, erfüllte er diese Aufgabe bis zu seiner Emeritierung 1656.
Während seiner Zeit als Rektor von Grimma sind trotz der Unzulänglichkeiten des Krieges einige Persönlichkeiten aus seiner Schule hervorgegangen. So kann man hierunter den Naturrechtsphilosophen und Völkerrechtler Samuel von Pufendorf, den Kirchenlieddichter Paul Gerhardt, den lutherischen Theologen Georg Lehmann, den Superintendenten in Borna Gottfried Andreae (1618–1675), den Mediziner Johann Matthias Nester (1622–1679), den dänischen Staatsminister Esaias von Pufendorf und den Philologen Balthasar Stolberg zu seinen Schülern zählen. Seine letzten beiden Lebensjahre verbrachte er bei seiner Tochter in Leipzig, wo er schließlich verstarb. Sein Leichnam wurde nach Grimma überführt und am 6. Juni 1658 in der Klosterkirche Grimma beigesetzt. Sein Namenswahlspruch lautete Mei Jesu Momento Redemptor. Zudem errichtete man ihm in Grimma ein Epitaph, das 1822 ins Althertumsmuseum nach Dresden überführt wurde. In der Aula des Gymnasiums in Grimma befindet sich ein Ölgemälde, das Johann Merck abbildet.

## Familie
Merck war verheiratet mit Elisabeth Lotter (auch: Lother; * 15. Juni 1590 in Grimma; † 16. September 1657 ebenda), der Tochter des Advokaten und Stadtrichters in Grimma Mag. Hieronymus Lotter (Lother). Aus der Ehe stammen Kinder, von denen eine Vielzahl vor dem Vater verstarb. Von den Kindern kennt man:
- Johann Abraham Merck 13. März 1627 – 12. Juni 1630 ksFs. Grimma, 1630 Uni Leipzig † 25. August 1637 als Auditor in einem Schiff auf der Elbe unweit von Wittenberg an der Pest und wurde in Barby begraben
- Christoph Merck 1627–1630 ksFs. Grimma,  20. April 1637 Mag. phil. Uni. Leipzig; † 9. November 1637 in Grimma an der Pest[9]
- Elisabeth Merck (* 11. September 1618 in Grimma; † 31. Juli 1682 in Leipzig) ⚭ I. 1636 mit dem Diakon in Borna Andreas Walther, ⚭ II. 16. November 1640 mit dem Prof. der Mathematik an der Universität Leipzig Philipp Müller (* 11. Februar 1585 in Herzberg; † 26. März 1659 in Leipzig), ⚭ III. 6. Mai 1660 in Leipzig mit Prof. der Geschichte Christian Friedrich Franckenstein
- Anna Merck † 20. Oktober 1637 Grimma (Pest) ⚭ 16. Oktober 1637 mit Rektor der Stadtschule in Grimma Mag. Bartholomäus Henning († Oktober 1637 in Grimma (Pest))

## Werke (Auswahl)
- Oratio in Obitum patris mei.
- Grammaticam Crusianam contractiorem.
- Predigt über die Historie des Propheten Malachiae.
- Lamentationem de devastatione populi judaici.
- Dispvtatio Feudalis VII. continens amplissimam iuxta et utilissimam materiam quomodo. 1589